# Lista de episódios de Cosmos
Esta é uma lista de episódios de Cosmos, ou seja, uma lista contendo os episódios do programa intitulado Cosmos, de Carl Sagan.
| # | Título                       | Título original                  | Diretor(es) | Roteirista(s) | Exibição original      |
| --- | ---------------------------- | -------------------------------- | ----------- | ------------- | ---------------------- |
| 01 | Os Limites do Oceano Cósmico | "The Shores of the Cosmic Ocean" | ASA         | ASA           | 28 de setembro de 1980 |
| Carl Sagan (1934-1996) apresenta o universo de maneira geral, revelando as grandezas dos corpos celestes e a distância entre eles, além de lembrar importantes estudos do passado para grandes descobertas como a esfericidade do planeta. Realiza então uma viagem fictícia através da espaçonave da imaginação, que o acompanha ao longo de toda a série, desde a extremidade do espaço até nosso planeta, mostrando fenômenos como o nascimento e a morte de estrelas diante de uma fusão nuclear e recordando a famosa equação de Einstein E=mc². Já no planeta Terra, Sagan descreve o notório experimento feito por Eratóstenes (276-194 a.C.) para medir a circunferência da Terra, lembrando-se de que ele foi um dos diretores da Biblioteca de Alexandria e se lamentando da inestimável perda das inúmeras obras que compunham a referida biblioteca que não sobreviveram aos inúmeros ataques sofridos ao longo de sua história, como a obra História da Babilônia, de Beroso. O episódio se encerra com o calendário cósmico, elaborado em seu livro Dragões do Éden (1977). |                              |                                  |             |               |                        |
| 02 | As Origens da Vida           | "One Voice in the Cosmic Fugue"  | ASA         | ASA           | 05 de outubro de 1980  |
| Já no nosso planeta, Sagan comenta agora sobre as origens da vida e a evolução das espécies, especulando sobre a hipótese da existência de seres vivos noutros planetas. Ele relembra o poema épico japonês Heike Monogatari e como isso aparece nas lendas em torno dos caranguejos da espécie Heikea japonica. Daí, parte-se para a reapresentação de seu calendário cósmico, para então comentar as semelhanças moleculares entre as diferentes formas de vida, numa visita ao jardim botânico londrino Royal Botanic Gardens. Ao sair do jardim botânico real, Sagan senta-se num grande carvalho, quando propositalmente fura o dedo com o espinho de uma rosa, a fim de dar início a uma viagem virtual ao mundo molecular, apresentando os mecanismo de replicação do DNA. Por fim, após o químico Bishun Khare (1933-2013) demonstrar a experiência de Urey-Miller num laboratório da Universidade de Cornell, Sagan especula sobre vida extraterrestre, quando exibe então três seres imaginados por ele e seu colega físico E. E. Salpeter (1924-2008), também da Universidade de Cornell, que seriam capazes de viver na superfície gasosa do planeta Júpiter: os afundadores, flutuadores e os caçadores. |                              |                                  |             |               |                        |
| 03 | A Harmonia dos Mundos        | "The Harmony of the Worlds"      | ASA         | ASA           | 12 de outubro de 1980  |
| Sagan inicia o terceiro episódio da série mostrando as diferenças entre a astrologia e a astronomia, lamentando a presença massiva da astrologia nos jornais, frente à dificuldade de encontrar qualquer coluna sobre astronomia. Traçando o percurso da humanidade na observação dos corpos celestes e na descoberta das leis que os regem, Sagan vai dos Anasazi à superação do modelo geocêntrico promovida por Nicolau Copérnico (1473-1543), Tycho Brahe (1546-1601) e Johannes Kepler (1571-1630). |                              |                                  |             |               |                        |
| 04 | Céu e Inferno                | "Heaven and Hell"                | ASA         | ASA           | 19 de outubro de 1980  |
| O episódio parte do chamado evento Tunguska, um pequeno cometa que teria atingido a Terra no ano de 1908, provocando uma enorme explosão na Sibéria. Este fato serve a Sagan explanar acerca das crateras de impacto, lembrando-se dos relatos dos monges da Catedral de Canterbury, feitos em 1178, quando possivelmente os monges avistaram um choque que teria formado a cratera lunar Giordano Bruno. Sagan prossegue na história dos relatos de cometas demonstrando exemplos na tapeçaria de Bayeux, no famoso quadro de Giotto e no grande temor criado após a detecção de cianogênio no rastro do cometa Halley, quando ele passava próximo à Terra no ano de 1910. Segue-se então numa viagem até Vénus, com as suas altas temperaturas e o seu superlativo efeito de estufa, desde as especulações de Immanuel Velikovsky (1895-1979) até os até então recentes dados das sondas Venera. |                              |                                  |             |               |                        |
| 05 | Os Segredos de Marte         | "Blues for a Red Planet"         | ASA         | ASA           | 26 de outubro de 1980  |
| Depois de Vênus, Marte é o planeta visitado neste episódio. Sagan mostra o fascínio pelo planeta vermelho desde a A Guerra dos Mundos, de H. G. Wells (1866-1946), e seu próprio fascínio pelos romances de Edgar Rice Burroughs (1875-1950), da série de Barsoom, exibindo algumas ilustrações feitas por Michael Whelan (1950-). Assim, Sagan passa para as anotações fantasiosas de Percival Lowell (1855-1916), seguindo pelo desenvolvimento dos foguetes feito por Robert Goddard (1882-1945), até o lançamento das sondas Viking 1 e Viking 2, que buscaram sinais de vida no planeta vermelho. Nesse ponto, o experimento de seu falecido amigo Wolf V. Vishniac (1922-1973) é lembrado como uma possibilidade de encontrar vida em solo marciano, bem como o projeto de rover elaborado pelo Instituto Politécnico Rensselaer. Por fim, Sagan especula a respeito de uma teórica terraformação em Marte que eventualmente pudesse derreter o gelo das calotas marcianas, retornando aos canais fantasiosos de Percival Lowell relatados no início do episódio. |                              |                                  |             |               |                        |
| 06 | Histórias de Viajantes       | "Travellers' Tales"              | ASA         | ASA           | 02 de novembro de 1980 |
| A partir da experiência da nave Voyager, Sagan a relaciona com as grandes navegações da Idade Moderna, em especial no contexto da Holanda do século XVII, que ao contrário da Itália, onde a mão forte da Igreja fez Galileu Galilei (1564-1642) recuar de seu modelo heliocêntrico e Giordano Bruno (1548-1600) morrer na fogueira, prestigiou um dos grandes cientistas daquele século: Christiaan Huygens (1629-1695). Após uma breve explanação da vida do cientista holandês, Sagan retoma o curso da Voyager, atravessando os anéis de Saturno até o maior satélite do sistema solar, Titã, um corpo celeste rico em matéria orgânica. |                              |                                  |             |               |                        |
| 07 | A Espinha Dorsal Da Noite    | "The Backbone of Night"          | ASA         | ASA           | 09 de novembro de 1980 |
| No sétimo episódio, Sagan o inicia de modo nostálgico, relembrando suas primeiras indagações sobre as estrelas. Ele volta à sala na qual estudou numa escola do Brooklyn, incentivando os atuais alunos em relação às então novas descobertas da Astronomia. Em seguida, mostra como a Via Láctea foi interpretada de diferentes modos ao longo da história, inclusive como a espinha dorsal da noite, expressão cunhada pelos ǃKung (povo do deserto do Kalahari) e que dá título ao episódio. Da África, Sagan segue para a Grécia, tida como berço do pensamento racional no ocidente, onde apresenta Tales de Mileto e Polícrates. Após comentar sobre vários pré-socráticos, critica os pensadores do período clássico, na medida a visão dualista, principalmente de Platão, teria legitimado aquilo que Marx chamou de modo de produção escravista. O episódio se encerra com Christiaan Huygens (1629-1695). |                              |                                  |             |               |                        |
| 08 | Viagens no Espaço e no Tempo | "Travels in Space and Time"      | ASA         | ASA           | 16 de novembro de 1980 |
| Neste oitavo episódio da série, Sagan vai à Itália de Leonardo da Vinci (1452-1519) para explicar a teoria da relatividade proposta por Albert Einstein (1879-1955), explicando os efeitos decorrentes da velocidade da luz e suas implicações em teóricas viagens no tempo e viagens interestelares. Por diversas vezes, ilustrações feitas por Rick Sternbach (1951-) são exibidas, em especial no caso de concepções artísticas de naves espaciais. Então, a evolução do universo e a da vida são apresentadas na segunda metade do episódio. |                              |                                  |             |               |                        |
| 09 | A Vida das Estrelas          | "The Lives of Stars"             | ASA         | ASA           | 23 de novembro de 1980 |
| O nono episódio se inicia com Sagan explicando, ao degustar um torta de maçã, como átomos e seus componentes se apresentam, levando à ideia da grandeza dos valores numéricos quando se trabalha numa escala tão pequena. Uma vez apresentadas noções básicas de física e química, Sagan passa ao dos modelos explicativos a respeito da vida das estrelas, descrevendo estágios como as gigantes vermelhas, anãs brancas e buracos negros, bem como a possível ocorrência da explosão de uma supernova na Antiguidade, representada em pinturas rupestres do povo Anasazi. Já no final do episódio, com o auxílio de um contador Geiger, Sagan mostra a importância das estrelas na evolução da vida na Terra, uma vez que raios cósmicos provenientes de supernovas podem ter atuado nas mutações ao longo do processo evolutivo. |                              |                                  |             |               |                        |
| 10 | O Limiar da Eternidade       | "The Edge of Forever"            | ASA         | ASA           | 30 de novembro de 1980 |
| Neste episódio, Sagan apresenta diferentes teorias acerca da origem e destino do Universo, desde lendas e crenças à astrofísica. Para tanto, Sagan apresenta noções básicas de físicas, explicando a questão das 3 dimensões e a possível quarta dimensão (tentando exibir o que seria um tesserato), bem como o efeito Doppler e sua repercussão para o teoria do universo em expansão, descoberto através das observações esmeradas de Milton L. Humason (1891-1972). Ao tratar do big bang, faz uma regressão às explicações cosmológicas do hinduísmo, especialmente a "dança cósmica" do deus Shiva, numa escultura do Império Chola. |                              |                                  |             |               |                        |
| 11 | A Persistência da Memória    | "The Persistence of Memory"      | ASA         | ASA           | 07 de dezembro de 1980 |
| Carl Sagan aborda a importância do desenvolvimento do cérebro humano para o conhecimento, nomeando o episódio em questão a partir de um quadro homônimo de Salvador Dali (1931). Sagan parte da noção de bit e passa para a análise da inteligência na vida marinha, em especial o caso dos cetáceos. Sagan apresenta ainda a teoria do cérebro trino proposta pelo neurocientista Paul MacLean (1913-2007) e, num segundo momento, faz uma analogia do cérebro com uma grande cidade, uma biblioteca e um computador. Já no final do episódio, o então recente disco dourado da Voyager é apresentado como um símbolo do conhecimento acumulado pela humanidade ao longo da evolução. |                              |                                  |             |               |                        |
| 12 | Enciclopédia Galáctica       | "Encyclopaedia Galactica"        | ASA         | ASA           | 14 de dezembro de 1980 |
| No penúltimo episódio da série, a vida extraterrestre, o grande fascínio da vida de Sagan, apresenta-se como tema. Sagan refuta alguns dos mais famosos casos de abdução, em especial o de Betty e Barney Hill, que teria ocorrido em setembro de 1961. Decifrar vestígios de um "outro mundo" parece então ter um papel crucial para a investigação desses casos, e isso leva Carl Sagan a retomar a história de Jean-François Champollion (1790-1832), que decifrou a pedra de Roseta. Retomando o estudo da vida extraterrestre, Sagan demonstra a importância dos rádio-telescópios, em especial no caso da Mensagem de Arecibo e do programa SETI. |                              |                                  |             |               |                        |
| 13 | Quem Pode Salvar a Terra?    | "Who Speaks for Earth?"          | ASA         | ASA           | 21 de dezembro de 1980 |
| Um planeta povoado de 60 mil armas nucleares é um planeta com futuro? No último episódio, Sagan recria o contato do "velho" e do "novo mundo", através da viagem feita por Jean-François de La Pérouse (1741-1788), bastante distinta da Conquista Espanhola promovida por Hernán Cortés (1485-1547), no sentido de que La Pérouse tinha ordens expressas de tratar com respeito quaisquer povos que encontrasse em sua viagem. Sagan faz então uma série de reflexões acerca da utilização militar da energia atômica e então retoma a Biblioteca de Alexandria e como o poder centralizado da Igreja teve papel decisivo na destruição do acervo da biblioteca, apresentando a vida de uma das últimas grandes filósofas conhecidas da Antiguidade: Hipácia. Termina-se a série então com um vibrante apelo à paz, em nome da nossa dignidade humana e em nome do respeito ao universo do qual fazemos parte. |                              |                                  |             |               |                        |

## Extras
A série oficialmente conta com 13 episódios. Contudo, convenciona-se elencar como um décimo quarto episódio uma entrevista concedida anos depois ao magnata da mídia e filantropo Ted Turner, na qual ambos discutem acerca dos avanços tecnológicos e descobertas desde a primeira exibição da série. A entrevista aparece como o décimo quarto episódio na versão em Laser disc, lançada no início da década de 1990.
| # | Título                                     | Título original                               | Diretor(es) | Roteirista(s) | Exibição original |
| --- | ------------------------------------------ | --------------------------------------------- | ----------- | ------------- | ----------------- |
| 14 | Uma Conversa entre Carl Sagan & Ted Turner | "A Conversation with Carl Sagan & Ted Turner" | ASA         | ASA           | ASA               |
| A entrevista foi concedida a Ted Turner (1938-), um magnata e um dos fundadores da CNN, durando cerca de 45 minutos. Chegou a ser lançada nos EUA em VHS no dia 1 de novembro de 1989, sob o título de "A Dialogue Sagan-Turner: A Conversation with Carl Sagan & Ted Turner". |                                            |                                               |             |               |                   |